# Lobocheilos cornutus
Lobocheilos cornutus és una espècie de peix cipriniforme de la família dels ciprínids que es troba a la península de Malaca.